# D3 Publisher
D3 Publisher és una empresa japonesa desenvolupadora de videojocs, establerta el 2 de juliol de 1992 per Yuji Ito, i actualment és una subsidiària de Fields Corporation.
Una de les sagues de videojocs més conegudes és la Simple, la que inclou jocs fàcils d'entendre a un baix preu. S'han llançat videojocs d'aquesta saga en Game Boy Advance, Nintendo DS, PlayStation 2, PlayStation 3, Nintendo GameCube i Xbox 360.
El nom D3 prové de "Domain 3" i se refereix als 3 negocis en què l'empresa volia entrar en un principi - videojocs, música i llibres -, encara que actualment publica exclusivament videojocs.

## Subsidiàries
L'empresa actualment té subsidiàries als Estats Units (D3 Publisher of America) i el Regne Unit (D3 Publisher of Europe), a més d'una aliança amb l'empresa italiana Digital Bros., D3DB Srl. Les divisions nord-americana i anglesa publiquen principalment jocs propis o llicenciats d'altres empreses japoneses a part de D3, encara que Digital Bros i D3DB han llançat diversos videojocs de la sèrie Simple sota l'etiqueta 505 GameStreet. Abans que s'establís una subsidiària als Estats Units, els jocs de D3 eren publicats per l'empresa Agetec.

## Llançaments
- Primavera 2007 - Dead Head Fred (PSP)
- Octubre 2006 - Dreamwork's Flushed Away (GameBoy Advance, Nintendo DS, PlayStation 2 i Nintendo GameCube)
- Octubre 2006 - Naruto: Ninja Council 2 (GameBoy Advance)
- Setembre 2006 - Naruto: Clash of Ninja 2 (Nintendo GameCube)
- Juny 2006 - Hi Hi Puffy Ami Yumi: The Genie and the Amp (Nintendo DS)
- Juny 2006 - Break Em All (Nintendo DS)
- Abril 2006 - Cabbage Patch Kids: Patch Puppy Rescue (GameBoy Advance)
- Març 2006 - Naruto: Ninja Council (GameBoy Advance)
- Gener 2006 - PQ: Practical Intelligent Quotient (PSP)
- Novembre 2005 - Naruto: Clash of Ninja (Nintendo GameCube)